# Sanuel Family
Family — компьютерная программа, предназначенная для учета личных финансов. Разрабатывается с конца 2004 года, распространяется на территории СНГ. Численность сотрудников компании на 2007 год составляла 7 человек. С 2025 года над продуктом работает один человек - автор программы.

## История продукта
Изначально программа называлась «Семейный бюджет», затем в названии осталось только слово Семья (англ. Family), так как она стала включать в себя не только финансовую часть, но и инструменты для планирования (календарь), а также управления имуществом.   
Family 6 выпускалась на компакт-дисках. Издателем и обладателем эксклюзивных прав на территории России, а также в странах СНГ и Балтии выступала компания ЗАО «Новый диск». Следующая версия (Family 2007) продавалась на территории Украины в коробочном варианте с печатной книгой и CD-диском в комплекте. Начиная с версии Family 2008, программа распространялась онлайн через магазин Allsoft (группа компания Softline). С 2025 года проект финансируется за счет краудфандинга.  

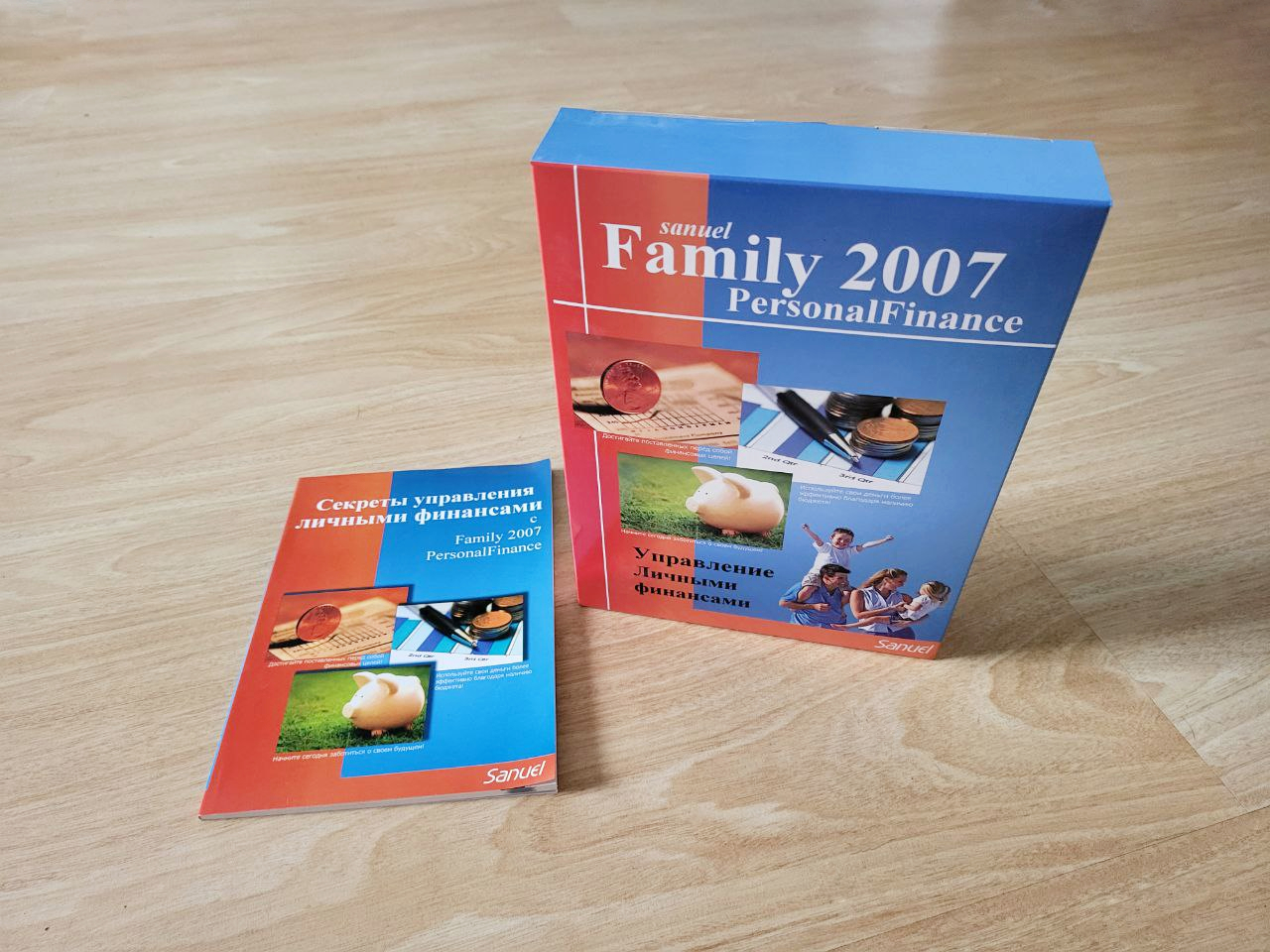
Коробочный вариант Family 2007

В 2006 году Family выходила на диске в комплекте с журналом Upgrade Special, где получила отличительный знак «Upgrade Special рекомендует». В книге «Куда уходят деньги» издательства Альпина Family была рекомендована автором (профессиональным финансовым консультантом) в качестве одной из популярных программ для учета личных финансов.   

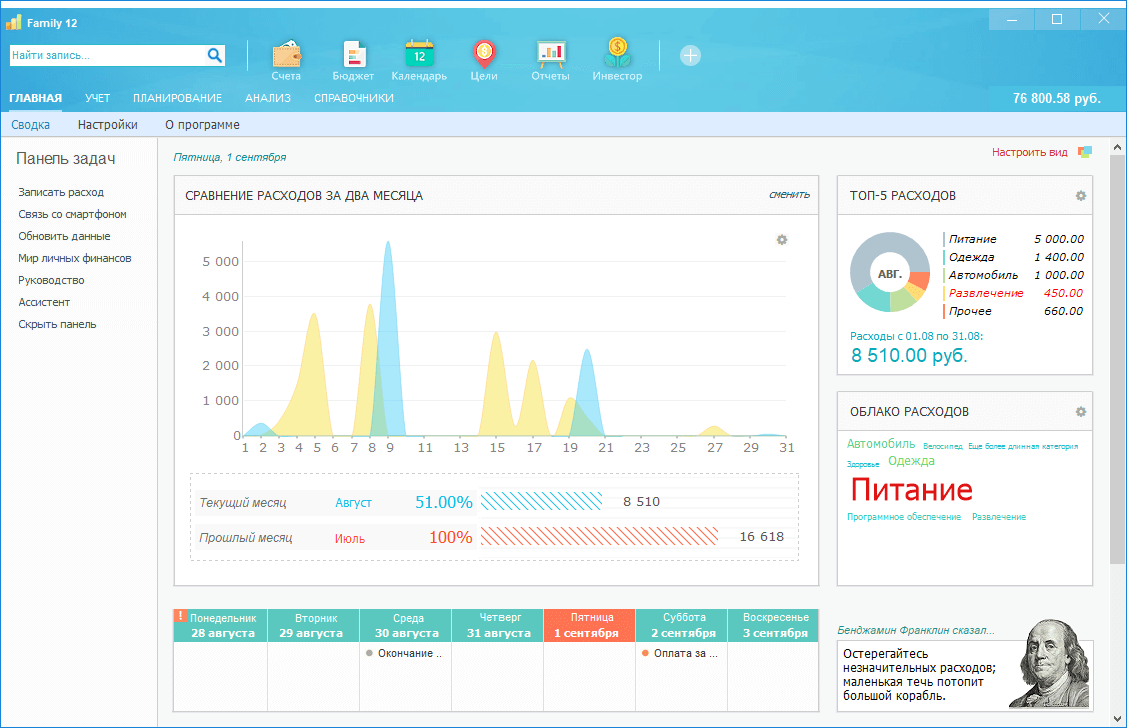
Главная страница программы Family 12

С 2019 года программа не обновлялась. Осуществлялась лишь техническая поддержка пользователей. До весны 2022 года выпускался мобильный клиент под Android, но затем мобильная версия была снята с продажи.
В марте 2025 года проект был перезапущен с выпуском новой версии Family 13, которая стала поддерживать юникод, экраны с высоким разрешением, а также мультиязычность. 
Для работы с данными все версии, выпущенные до Family 2008, использовали СУБД Paradox. Начиная с Family 2008, данные хранились в базе данных СУБД FirebirdSQL. С 2025 года программа перешла на СУБД SQLite. 
Family 13 частично интегрирована с Интернет (автоматическое обновление курсов валют, стоимости криптовалют, драгметаллов, а также цен на акции). 

## Функциональные возможности
- Графический интерфейс пользователя
- Поддержка Тёмного режима
- Мультивалютный учёт с автоматическим обновлением курсов
- Учёт депозитов (сложные/простые проценты, процентная лесенка, учёт довложений)
- Учёт кредитов с автоматическим расчетом процентов
- Учет акций с автоматическим обновлением стоимости котировок через Интернет (международные биржи, MOEX)
- Поддержка работы с криптовалютами (учет до 8 знаков после запятой, автоматическое обновление котировок)
- Построение интерактивных отчётов и графиков
- Поддержка импорта/экспорта данных форматов QIF, Excel
- Импорт чеков из "Мои чеки онлайн" (ФНС России)
- Анализ и прогнозирование денежных потоков
- Учёт имущества и коммунальных услуг
- Поддержка нескольких бюджетов (месячный, годовой)
- Планирование и учёт финансовых целей
- Календарь платежей
- Поддержка категорий расходов и доходов неограниченной вложенности
- Настройка различных прав доступа пользователей

## История версий
- 2005, ноябрь — Family 2006
- 2006, октябрь — Family 2007
- 2007, декабрь — Family 2008
- 2009, апрель — Family 2009
- 2010, июль — Family 10
- 2012, апрель — Family 11
- 2015, июль — Family 12
- 2018, январь — Family 12 Mobile (для ОС Android)
- 2025, март — Family 13

## Дополнительные материалы
- Обзор программ для ведения домашней бухгалтерии на 3DNews
- Обзор Family в сравнении с другими программами на Ferra.ru
- Обзор программ для учёта финансов на ITC.ua
- Обзор программы (недоступная ссылка) на сайте Домашний ПК